# Atelier Van Lieshout

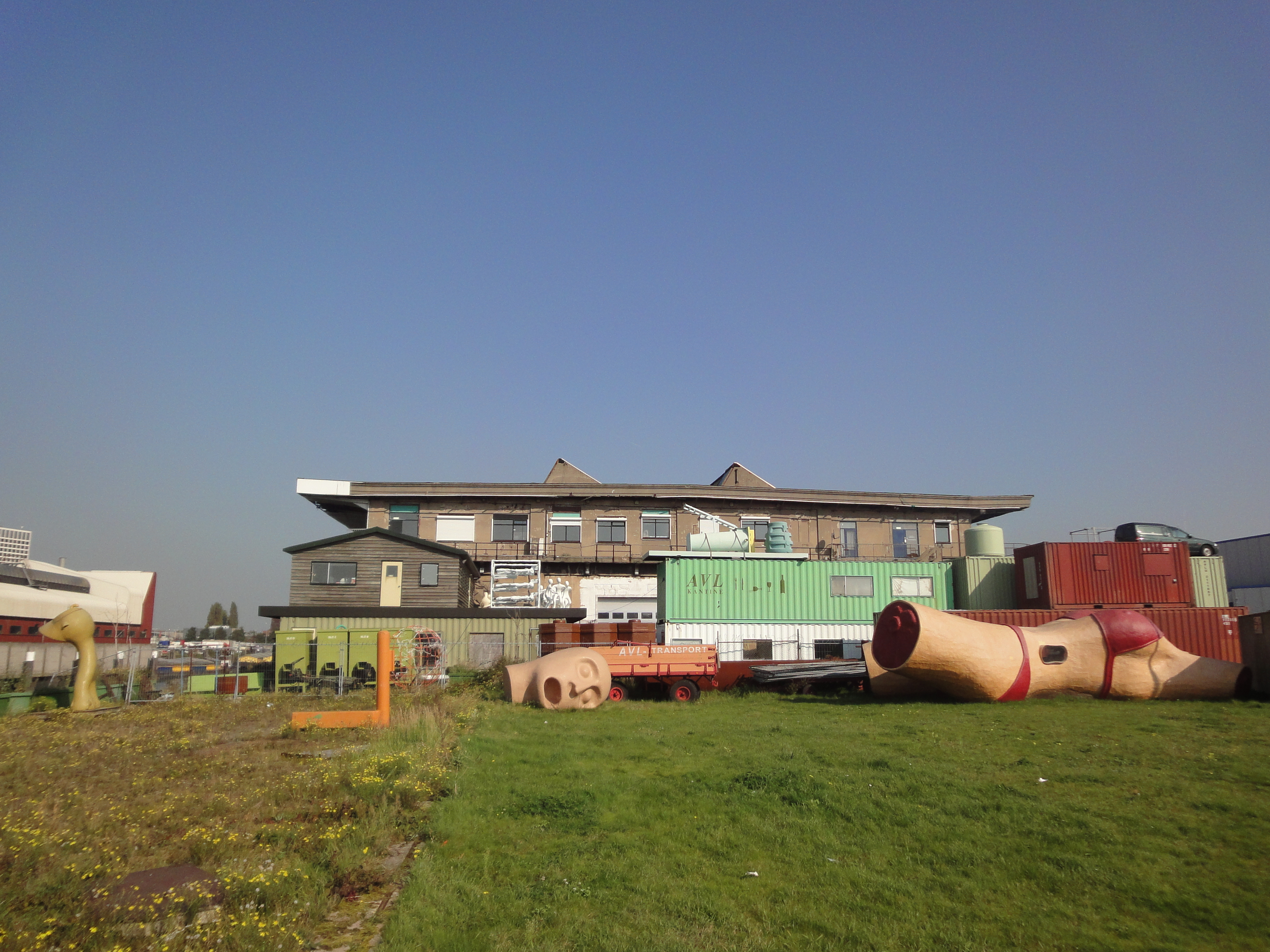
Het atelier aan de Keilestraat

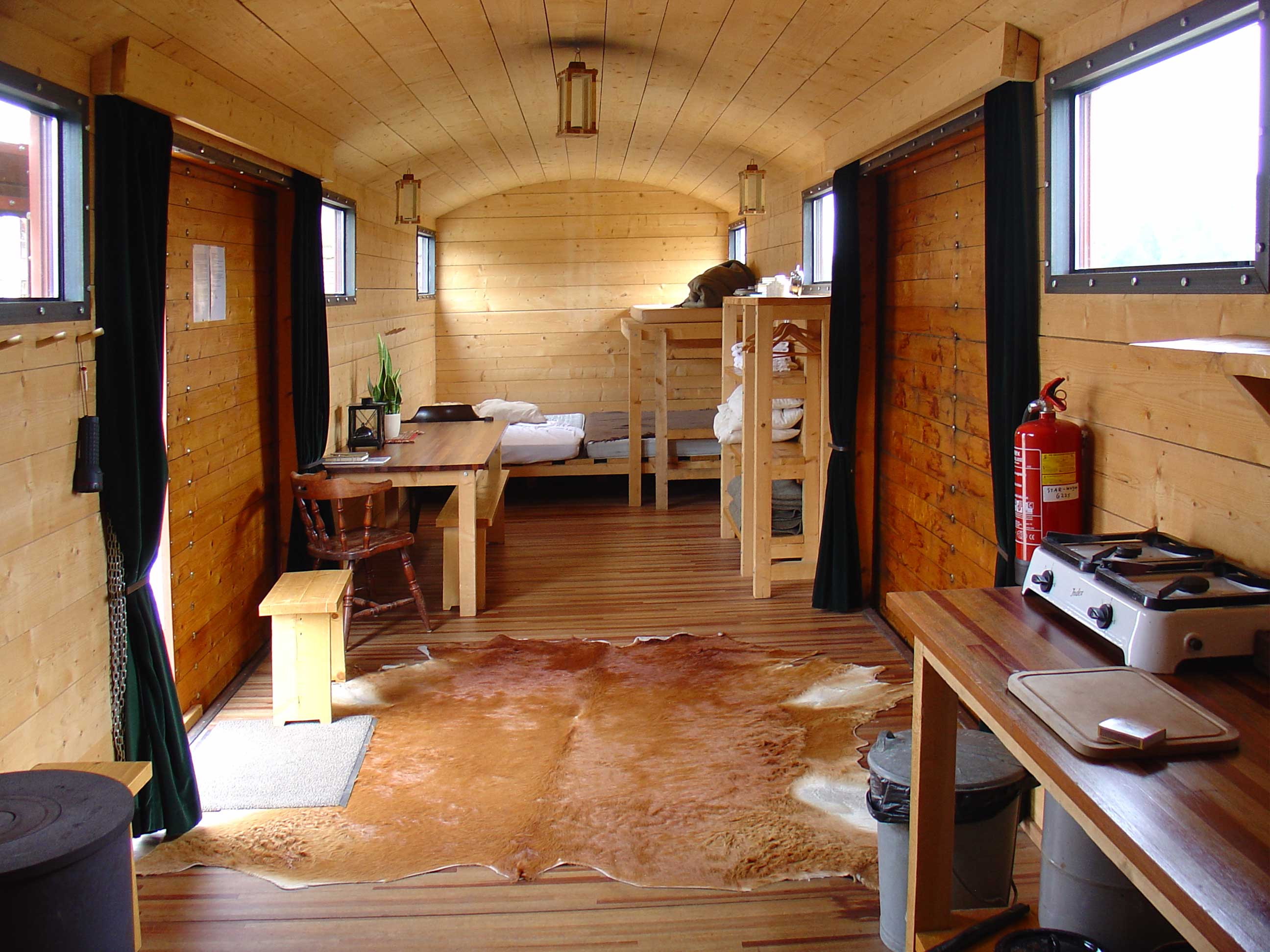
Starwagon te Stadskanaal door Atelier Van Lieshout (2002)

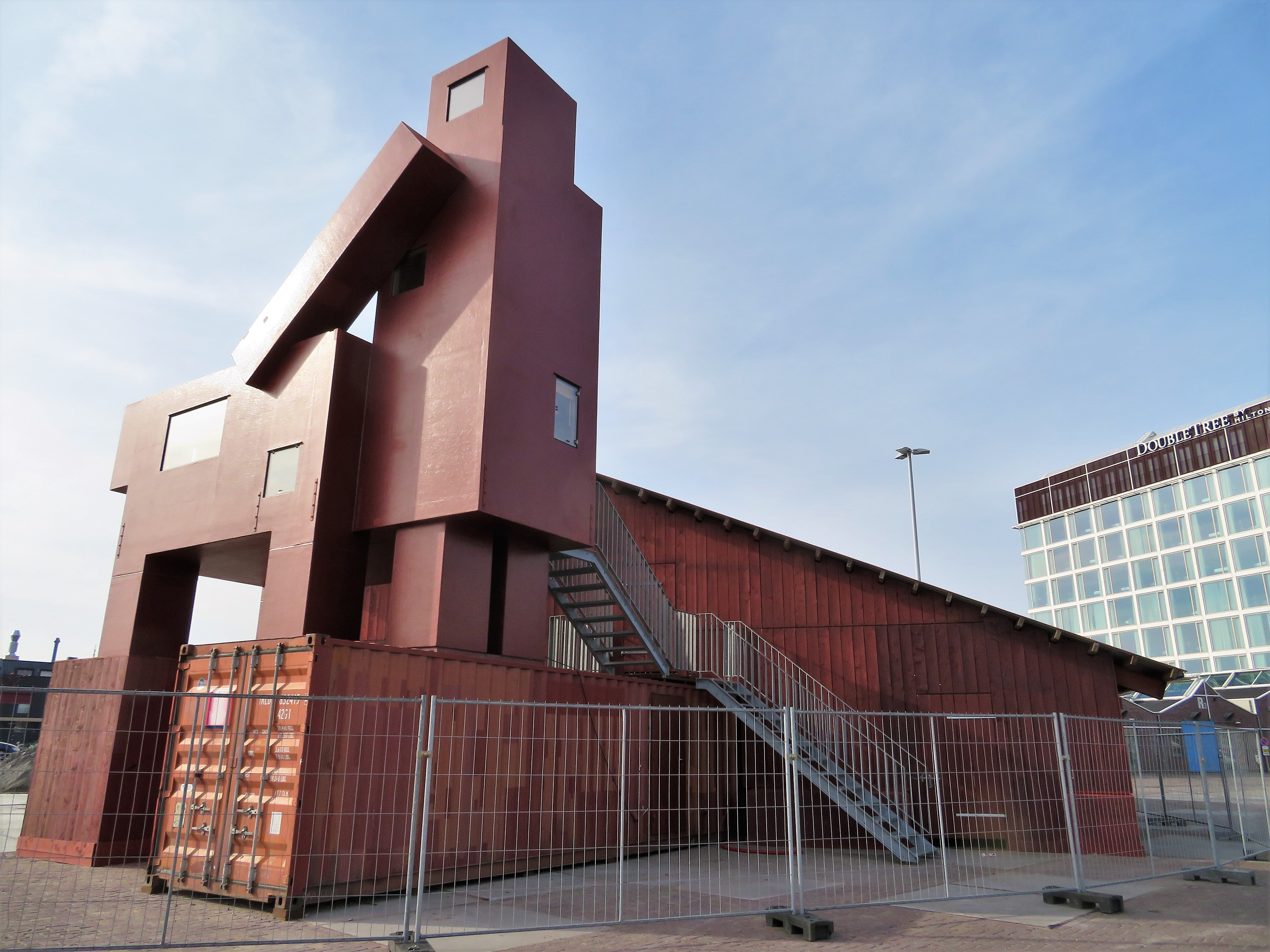
Ferrotopia op het NDSM-terrein in Amsterdam-Noord

Atelier Van Lieshout (AVL) is de in 1995 opgerichte studio en werkplaats rond de beeldhouwer Joep van Lieshout, gevestigd in Rotterdam.

## Atelier
Binnen AVL werkt een groep van ongeveer 20 kunstenaars en ontwerpers onder leiding van Joep van Lieshout samen aan het uitvoeren van opdrachten en vrij werk. Het atelier maakte internationaal furore met beelden die op de scheidslijn tussen kunst, design en architectuur en design balanceren. De kunst van Atelier Van Lieshout heeft veelvuldig een (theoretische) gebruiksfunctie, zoals een mobiel verblijf of een sanitaire unit. Hiermee wil Atelier Van Lieshout de rol, het nut van kunst bevragen.
Het oeuvre van Atelier Van Lieshout strekt zich uit van machines tot sculpturen, van meubels tot gebouwen, van installaties tot ontwerpen voor utopische en distopische steden. Het werk toont een terugkerende fascinatie voor systemen: economische en politieke systemen, de samenleving en de rol van de mens hierin, autarkie, het menselijk lichaam. Ook gaat het werk in op meer klassieke thema's als leven en dood. AVL is met haar werk te zien in de collecties van vele musea, en op vele tentoonstellingen (waaronder de Biënnale van Venetië), in zowel binnen- en buitenland.
Atelier Van Lieshout werkt veel met polyester en maakte bijvoorbeeld het grote polyester beeld Big Funnelman, dat geplaatst is langs de A27 bij de afrit Breda. Daarnaast werkt Atelier Van Lieshout ook regelmatig in brons en hout, en met kant-en-klare materialen.

## Werken
Een van de bekendste projecten van Atelier Van Lieshout is de oprichting van AVL-Ville, 2001, een culturele vrijstaat in de haven van Rotterdam, met een eigen grondwet en een eigen zelfvoorzienende economie, met landbouw, medische zorg en een restaurant, maar ook een werkplaats voor wapens - de vrijstaat had immers ook een leger nodig. AVL-Ville bestond slechts één jaar. Na dit jaar zijn er een aantal 'franchises' opgezet, waaronder een drijvend restaurant dat tentoongesteld werd op een vlot in de haven van Arnhem ter gelegenheid van de beeldententoonstelling Sonsbeek 9 in en om Park Sonsbeek te Arnhem.
Dit werd gevolgd door de projecten Sportopia/Disciplinator, waarbij gebruik werd gemaakt van readymade materialen als steigerbuizen, in een installatie die de grenzen van fysieke en geestelijke opwinding opzocht, de Organen serie, met vergrote, multifunctionele schaalmodellen van menselijke lichaamsdelen, en de Technocraat, een gesloten circuit van voedsel, alcohol, uitwerpselen en energie, met de mens als een tandwiel in dit systeem.
Een van de projecten was SlaveCity, uit 2005, een sinistere dystopie, een zelfvoorzienende, geoptimaliseerde stad waar de bruikbare mens maximaal wordt ingezet om inkomsten te genereren en de niet bruikbare mens wordt hergebruikt. Dit project werd gevolgd door Cradle to Cradle, een installatie uit 2009 waarin het hergebruik van mensen centraal staat.
In 2010 maakte Atelier Van Lieshout de tentoonstelling Infernopolis in de Onderzeebootloods in Rotterdam. Zijn Domestikator was te zien in Bochum, Parijs en Amsterdam.
In 2012 werkte AVL aan New Tribal Labyrinth, een vooruitblik op een mogelijke toekomst, waarin de mens, nadat onze hulpbronnen zijn opgeraakt, weer meer op zichzelf zal worden teruggeworpen. In deze toekomst is geen ruimte meer voor natie-staten, maar leeft men in kleinere stamverbanden, afhankelijk van kleinschalige, rudimentaire landbouw en industrie.
Het rozekleurige kunstwerk Panta werd in oktober 2020 geplaatst in Gennep, vlak bij de Sint-Martinuskerk, als onderdeel van een uit vier kunstwerken bestaande beeldenroute. Volgens Van Lieshout moest het een plek van rust en bezinning zijn. Hij vergeleek het met een schelp. Omwonenden noemden het vanwege de vorm en kleur de balzak.  In de nacht van 21 op 22 januari 2022 werd het werk van polyester in brand gestoken en in de as gelegd. De schade werd geraamd op 50.000 euro.

### Mozes
Mozes (Rhino Mozes) is een beeld van fiberglas uit 2020. Ze komt voort uit een stapel ontwerptekeningen waarbij het de kunstenaar opviel dat daar steeds weer een neushoorn in terugkwam. Hij vond zichzelf in het dier terug; overpeinzend stilstaan of niet te stoppen voorwaarts. Dit werd gecombineerd met religieuze / christelijke beeldtaal ; Joep van Lieshout vond de neushoorn het uitgelezen dier dat bij Mozes hoorde. De neushoorn die Van Lieshout maakte is hol van binnen; er is wel plaats voor vijf personen, zie zich vast kunnen grijpen aan ringen die in de holle ruimte zijn bevestigd. Van Lieshout zag in het beeld een gepantserde krijger en offerdier in een. Het beeld werd tijdens de coronapandemie gemaakt.
Het beeld werd dankzij "Kunst aan de Schinkel" (tweejaarlijkse kunstmanifestatie) van "Soledad Senlle Art Foundation" geplaatst in het Vondelpark. Die open tentoonstelling samengesteld door Eva Gonggrijp en Merel Noorlander, had al in het voorjaar van 2020 plaats moeten vinden, maar werd keer op keer uitgesteld door de coronapandemie. Uiteindelijk kwam Mozes op 25 juli 2021 in het park, waarbij de neushoorn toevallige passanten lijkt te willen bestormen. Hoewel van fiberglas kreeg hij/zij het uiterlijk van een massief bronzen beeld; een afsluitbare opening in de linkerflank verraadt anders. De tentoonstelling zou beëindigd worden op 5 september 2021 maar ook dit werd keer op keer uitgesteld. Wellicht anders dan bedoeling werd het geen ruimte om binnen plannen te smeden maar erop te klauteren en te klimmen of het dier te knuffelen of eromheen staand over te praten; beide passend in het bedachte hoofdthema van de tentoonstelling: Ontmoeting. Mozes werd daarbij zo populair dat het beeld ook in 2022 te zien is (tot april 2022), maar er gaan volgens het kunstenaarsbureau ook stemmen op het beeld permanent op te stellen. 
Overigens kreeg Rotterdam in 2021 al een permanente Mozes, hij is knalrood en staat bij de Rijnhaven. 